# Lloydiella
Lloydiella is een geslacht van kevers uit de familie glimwormen (Lampyridae). Het geslacht werd voor het eerst wetenschappelijk beschreven in 2009 door Ballantyne.

## Soorten
- Lloydiella japenensis Ballantyne in Ballantyne and Lambkin, 2009
- Lloydiella majuscula (Lea, 1915)
- Lloydiella uberia Ballantyne in Ballantyne and Lambkin, 2009
- Lloydiella wareo Ballantyne in Ballantyne and Lambkin, 2009